# Жандарм та інопланетяни
«Жанда́рм та інопланетя́ни» (фр. Le Gendarme et les extra-terrestres) — п'ятий фільм із серії про пригоди дотепного жандарма із Сен-Тропе Крюшо у виконанні Луї де Фюнеса.
Усі вороги в Сен-Тропе вже переможені хоробрими жандармами на чолі з сержантом Крюшо. Залишилось помірятися силами з прибульцями. Й вони дійсно прибувають до Сен-Тропе. Підступні істоти маскуються під самих жандармів, відрізняючись від людей лише тим, що п'ють мастило й іржавіють від води. Це призводить до багатьох комічних ситуацій і невідомо, що б трапилося з Землею, якби не «справжня мужність» сержанта Крюшо.

## Сюжет
Сержант Крюшо та жандарм Бопе їдуть у справах і серед лісу у них глохне авто. Крюшо відганяє колегу, аби той не заважав своїми порадами. Бопе відходить і бачить на галявині літаючу тарілку. Переляканий, він прибігає назад, але Крюшо йому не вірить. Бопе розповідає про апарат інопланетян журналістам, що обурює колег, адже жандармам не личить розпускати чутки. Невдовзі авто знову глохне в тому ж місці. Цього разу за ремонт береться Бопе, а Крюшо на власні очі бачить тарілку. Вже вдвох вони розповідають про прибульців, та їх ніхто не сприймає всерйоз.
Вночі до Бопе приходить незнайомець, який представляється інопланетянином. Він демонструє здатність змінювати подобу і наляканий Бопе кличе Крюшо на допомогу. Той бачить, що прибулець перетворився на його начальника Жербера. Інопланетянин наказує мовчати, але тут в нього блимає індикатор і він випиває флягу машинного мастила, після чого йде геть. Згодом начальник повертається, жандарм дає йому випити мастила і штрикає викруткою. Та це виявляється справжній Жербер. Наступного дня Крюшо бачить той же індикатор в колеги. Намагаючись його викрити, він знову плутає прибульця з оригіналом. Крюшо беруть під варту, проте йому вдається втекти.
Крюшо переодягається монашкою та обдурює жандармів. Однак, його кашкет виявляє настоятелька монастиря поблизу. В цей час до того ж приїжджає єпископ оглянути як ведуться справи. Крюшо ховається в хорі монашок, але голос і незнання пісні видають його. Він тікає і скоро бачить чоловіка, що женеться за злодієм, який вкрав мастило. Підозрюючи, що це прибулець, Крюшо йде слідом. Він виявляє злодія, та це був простий селянин. Випадково Жербер натрапляє на Крюшо й арештовує його.
Скориставшись нагодою, Крюшо знову тікає і виявляє, що жандарм Топен в робочий час поїхав до коханки. На його подив, це виявляється прибулець, який підпалює кашкет Крюшо поглядом. Жандарм тікає, а прибулець іде в невідомому напрямку. Наступного дня жандарм вислідковує інопланетян на пляжі. Коли він намагається затримати жінку, що як він думає, є замаскований прибулець, це бачить його дружина Жозефа. Натомість прибульцем виявляється хлопець тієї жінки. Він шле іншим прибульцям повідомлення — зупинити Крюшо. Жандарм удома пояснює дружині в чому справа, вона не вірить, але вважає, що чоловікові бракує уваги. Подружжя вирушає в ресторан, але авто глохне в лісі на тому ж місці, що й раніше. Це виявляється пасткою — Жозефа насправді інопланетянка, котра примушує Крюшо зайти в літаючу тарілку. Завдяки несподівано прибулому Топе йому вдається вирватись, але тут же його схоплюють колеги.
Один з жандармів виявляє інопланетний пристрій, загублений прибульцями на пляжі. Він відтворює запис, де згадується місцевий ресторан. Там прибульці п'ють олію, за чим їх і застають жандарми. Один чужинець вистрибує у вікно, а інший знищує ресторан і погрожує стерти все місто, якщо про нього розкажуть. Жербер оглядає місце, де стояв ресторан, і виявляє біля берега прибульця, який виявляється роботом, що після падіння у воду заіржавів. Жербер тепер вірить Крюшо і жандарми розробляють план як виявити замаскованих роботів. Якщо ті іржавіють, то найкраща зброя — це вода.
Жандарми поливають містян, але за це тільки отримують скарги. Тоді вони придумують заманити прибульців у фальшиву тарілку. Інопланетяни прилітають подивитися що це, тоді жандарми поливають їх, але роботи знищують їхню «зброю». Жандарми викрадають тарілку та відлітають, але й роботи згодом іржавіють. Крюшо з колегами вдається посадити тарілку в морі.

## У ролях
- Луї де Фюнес — старший сержант Людовік Крюшо
- Мішель Галабрю — аджюдан Жером Жербер
- Моріс Ріш — жандарм Бопе
- Жан-П'єр Рамбаль — жандарм Топен
- Гі Гроссо — жандарм Гастон Трікар
- Мішель Модо — жандарм Жюль Берліко
- Франс Румії — настоятелька Клотільда
- Жан-Роже Коссімон — єпископ
- Жак Франсуа — полковник
- Ламбер Вільсон — інопланетянин

## Нагороди
1980: Премія «Золотий екран», Німеччина.